# Sanguisorba
- Commons
- Wikispecies

Sanguisorba L. é um género botânico pertencente à família Rosaceae.

## Sinonímia
- Poterium L.
- Dendriopoterium Svent.
- Poteridium Spach

## Principais espécies
| - Sanguisorba alpina - Sanguisorba applanata - Sanguisorba canadensis - Sanguisorba diandra - Sanguisorba dodecandra - Sanguisorba filiformis - Sanguisorba hakusanensis | - Sanguisorba menendezii - Sanguisorba minor - Sanguisorba obtusa - Sanguisorba officinalis - Sanguisorba stipulata - Sanguisorba tenuifolia |

## Classificação do gênero
| Sistema | Classificação                      | Referência               |
| ------- | ---------------------------------- | ------------------------ |
| Linné   | Classe Tetrandria, ordem Monogynia | Species plantarum (1753) |